# 拉尔萨拉姆
拉尔萨拉姆（英語：Lal Salam）意为“红色敬礼”，是一种致敬、问候语，亦是印度、巴基斯坦、孟加拉国和尼泊尔共产主义者的暗语。“拉尔”（Lal）意为红色，为共产主义的象征色。而“萨拉姆”（Salam，或译色兰）则是南亚次大陆所用的阿拉伯语借词，阿拉伯语中意为“和平”，但这里与波斯语一致，意为“敬礼”。该问候语常见于印度各共产主义政党。
在巴基斯坦，与“Surkh Salam”等价。
一个纳萨尔派人士死后，同志安排的献礼也被称为“拉尔萨拉姆”。

## 流行文化
于1990年上映的同名马拉雅拉姆语电影拉爾薩拉姆，描述了印度南部喀拉拉邦共产党政府的兴衰。